# Mustafa Denizli
Mustafa Denizli (* 10. November 1949 in Izmir, Türkei) ist ein ehemaliger türkischer Fußballspieler und heutiger -trainer.

## Spieler
Mustafa Denizli spielte 17 Jahre für Altay İzmir. 1980 erzielte er in 22 Ligaspielen 12 Tore, womit er gemeinsam mit Bahtiyar Yorulmaz (27 Spiele) von Bursaspor Torschützenkönig der türkischen Liga wurde; nur in der Saison 1959 reichten mit 11 Toren weniger, allerdings gab es damals nur 16 Saisonspiele. 1983 wechselte er zu Galatasaray Istanbul, aber bereits in der Saison 1983/1984 beendete er seine Karriere. Er spielte zehnmal für die türkische Nationalmannschaft.

## Trainer
Er war drei Jahre lang für Galatasaray Istanbul unter Jupp Derwall als Trainerassistent tätig. Im Jahr 1987 wurde er Trainer von Galatasaray und gewann sofort die türkische Meisterschaft. Im selben Jahr war er kurzzeitig Trainer der türkischen Nationalmannschaft. Außerdem schrieb er Geschichte, als er im Europapokal der Landesmeister mit Galatasaray das Halbfinale erreichte. Dies war bis dahin der größte Erfolg einer türkischen Mannschaft im europäischen Fußball.
In Deutschland war er in der Saison 1989/1990 für Alemannia Aachen in der 2. Bundesliga tätig. Nach einem Jahr wurde er wieder Trainer von Galatasaray und wurde Pokalsieger und kam im UEFA-Pokal bis ins Viertelfinale. Zwischen 1992 und 1995 war er für Kocaelispor tätig. Im Jahr 1996 wurde er zum zweiten Mal Trainer der türkischen Nationalmannschaft. Die Qualifikation für die Weltmeisterschaft 1998 wurde verpasst. Denizli führte das Team bis ins Viertelfinale der Fußball-Europameisterschaft 2000 in Belgien und den Niederlanden.
In der Saison 2000/2001 führte er Fenerbahçe Istanbul als erster türkischer Trainer zur Meisterschaft. Nach zwei Jahren wurde er Trainer von Vestel Manisaspor. Im Jahr 2004 wurde er in Iran bei Pas Teheran Trainer, führte den Verein auf den zweiten Platz und trat danach zurück. In der Saison 2006/2007 war er Trainer von Persepolis Teheran im Iran.
Am 9. Oktober 2008 trat Denizli die Nachfolge des zurückgetretenen Ertuğrul Sağlam als Trainer von Beşiktaş Istanbul an. Denizli übernahm die Mannschaft kurz vor der Winterpause mit dem 6. Platz in der Liga. Durch eine fulminante Rückrunde errang er mit Beşiktaş das Double in der Türkei. Er ist somit der erste türkische Trainer, der Beşiktaş Istanbul zur Meisterschaft und zum Double geführt hat. Außerdem ist er der einzige Trainer der mit allen drei "großen" Istanbuler Clubs (Beşiktaş, Galatasaray und Fenerbahçe) Meister wurde. Am 23. Dezember 2011 wurde bekannt, dass Mustafa Denizli wieder Persepolis trainieren wird.
Zur Rückrunde der Spielzeit 2012/13 übernahm er überraschend den türkischen Zweitligisten Çaykur Rizespor. Mit Rizespor wurde er zum Saisonende Vizemeister der TFF 1. Lig und stieg damit in die Süper Lig auf. Nach diesem Erfolg konnte er sich mit dem Vereinsvorstand auf keine weitere Zusammenarbeit einigen. So verließ er zum Saisonende diesen Verein und wurde wenig später durch Rıza Çalımbay ersetzt.
Anfang Dezember 2013 übernahm Denizli den aserbaidschanischen Erstligisten FK Xəzər Lənkəran. Am 23. November 2015 wurde der Öffentlichkeit mitgeteilt, dass Denizli Cheftrainer von Galatasaray Istanbul wird. Seine 3. Amtszeit bei den Rot-Gelben endete durch Rücktritt, was der Verein im März 2016 bekannt gab.
Am 16. Februar 2017 wurde Denizli Cheftrainer beim türkischen Zweitligisten Eskişehirspor. Mit Saisonende verließ er diesen Klub wieder. Am 2. Oktober 2018 wurde Denizli Cheftrainer bei Kasımpaşa Istanbul. Denizli kehrte nach 38 Jahren als Cheftrainer zurück zu Altay Izmir.

## Erfolge

### Als Spieler
Altay Izmir
- Türkischer Pokalsieger: 1980
- Torschützenkönig: 1979/80 (12 Tore / gemeinsam mit Bahtiyar Yorulmaz)

### Als Trainer
Galatasaray Istanbul
- Türkischer Fußballmeister: 1988
- Präsidenten-Pokalsieger: 1988, 1991
- Türkischer Pokalsieger: 1991

Türkei
- 2000 Erreichen des Viertelfinales bei der UEFA Euro 2000

Fenerbahçe Istanbul
- Türkischer Fußballmeister: 2001

Beşiktaş Istanbul
- Türkischer Fußballmeister: 2009
- Türkischer Fußballpokalsieger: 2009

Mit Çaykur Rizespor
- Vizemeister der TFF 1. Lig 2012/13 und Aufstieg in die Süper Lig